# Michael Winkler (Politiker)

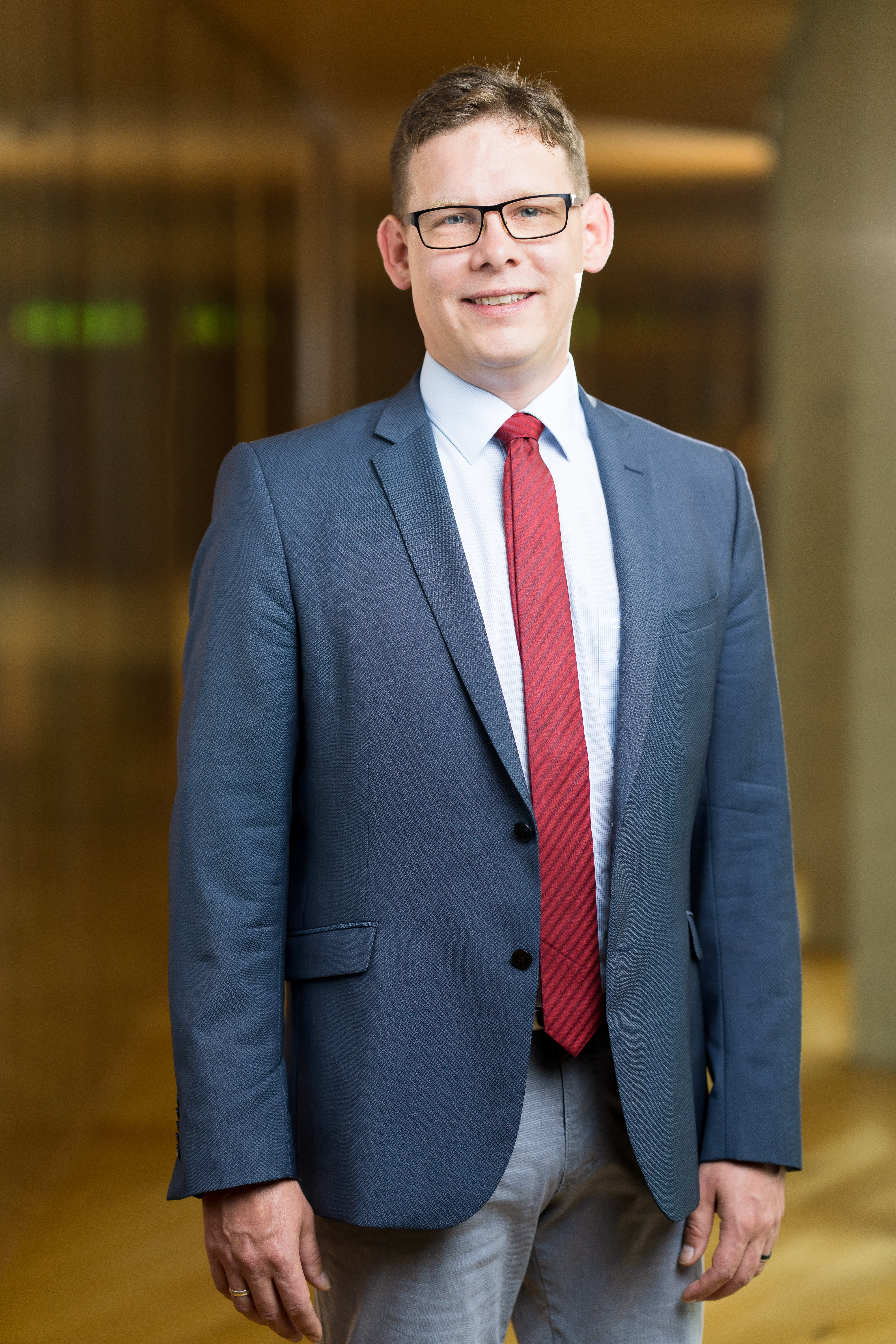
VU-Generalsekretär Michael Winkler (2021)

Michael Winkler (* 31. Oktober 1983 in Altstätten SG) ist ein liechtensteinischer Journalist und Politiker (VU). Seit 2021 ist er Generalsekretär der Vaterländischen Union (VU).

## Ausbildung und Beruf
Winkler wuchs in Nendeln und Schaan auf und besuchte dort die Primarschule. 2003 maturierte er am Liechtensteinischen Gymnasium in Vaduz. Anschliessend studierte er Politikwissenschaften und Geschichte an der Universität Innsbruck. Das Studium der Politikwissenschaften schloss er 2008 und das Studium der Geschichte 2011, jeweils mit dem Magistertitel, ab. 
Nach seinem Studium begann im Oktober 2008 seine Tätigkeit im Vaduzer Medienhaus als Redaktor der Sonntagszeitung «LIEWO». Nach einem knappen Jahr übernahm er die Redaktionsleitung und wurde Chefredaktor. In dieser Funktion, die er knapp neun Jahre lang bekleidete, war er zwischenzeitlich auch Mitglied der Geschäftsleitung des Medienhauses.

## Politische Laufbahn
Im Mai 2018 wurde er unter Parteipräsident Günther Fritz als Parteisekretär in die Geschäftsstelle der Vaterländischen Union gewählt. Seither gehört Winkler dem Parteipräsidium an. Seit 1. Mai 2021 ist Winkler unter Präsident Thomas Zwiefelhofer als Generalsekretär Geschäftsführer der Partei.
Winkler kandidierte bei den Gemeinderatswahlen 2019 und 2023 in seiner Heimatgemeinde Schaan für den Gemeinderat.

## Persönliches
Michael Winkler ist verheiratet und dreifacher Vater. Er engagierte sich im Sport. Nach seiner aktiven Fussballerzeit war er 2011 bis 2015 Präsident des FC Schaan. 2016–2018 präsidierte er den Billardclub Schaan, bei dem er bis 2023 aktiver Spieler und Vorstandsmitglied war. Aktuell spielt er beim SBC Feldkirch 5 in der 3. Landesliga.